# 14664 Vandervelden
14664 Vandervelden este un asteroid din centura principală de asteroizi.

## Descriere
14664 Vandervelden este un asteroid din centura principală de asteroizi. A fost descoperit pe 25 ianuarie 1999 la Oohira de Takeshi Urata. Asteroidul prezintă o orbită caracterizată de o semiaxă mare de 3,14 ua, o excentricitate de 0,05 și o înclinație de 15,9° în raport cu ecliptica.